# René Meulensteen
René Meulensteen (Beugen, 25 maart 1964) is een Nederlands voetbaltrainer. Meulensteen is een fervent aanhanger van de Coerver-methode.

## Biografie

### Jeugd en voetbalcarrière
Meulensteen werd geboren en groeide op in het Brabantse Beugen. Hij begon met voetballen bij VIOS '38, waar hij op 16-jarige leeftijd debuteerde in het eerste team en ook actief werd als jeugdtrainer. Hij studeerde de richting voetbal aan het CIOS in Arnhem.
Intussen klom hij als voetballer op via tweedeklasser RKVV Volharding uit Vierlingsbeek, na een terugkeer bij VIOS, naar hoofdklasser De Treffers uit Groesbeek, waarmee hij in 1991 landskampioen van de zondagamateurs werd. In 1991 stapte hij over naar N.E.C., waar hij twee jaar in het tweede elftal speelde en dus nooit zijn debuut zou maken in het betaald voetbal.
In 1985 kwam hij door middel van het boek Voetbal, het leerplan voor de ideale voetballer van Johan Derksen en Wiel Coerver, voor het eerst in aanraking met de Coerver-methode, die hij begon toe te passen op de jeugdteams van N.E.C. die hij was gaan trainen. In zijn periode bij N.E.C. behaalde hij diverse trainerspapieren.

### Qatar
In 1992 stond Meulensteen voor een dilemma. Hij wilde doorgroeien als trainer, maar zou gezien zijn achtergrond niet snel in aanmerking komen voor de cursus Coach Betaald Voetbal. Hij besloot persoonlijk contact op te nemen met zijn leermeester Wiel Coerver. Uit deze contacten groeide een vriendschap en Coerver vroeg Meulensteen om hem te vergezellen naar Qatar, waar hij leiding zou gaan geven aan het jeugdapparaat van de voetbalbond.
In 1993 stopte Meulensteen definitief met voetballen en vertrok hij naar Qatar waar hij, gedurende vijf jaar, samen met Wim Suurbier assistent was van Coerver. In 1999 vertrok hij met Suurbier bij de nationale bond, om trainer te worden van Al-Ittihad, waarmee hij de Arab Cup veroverde. In 2000 stapte hij, wederom samen met Suurbier, over naar Al-Sadd, de grote concurrent van Al-Ittihad, waarmee hij de Emir of Qatar Cup won.
In zijn periode als trainer in Qatar, volgde Meulensteen zijn laatste cursussen om hoofdcoach te kunnen worden bij de Engelse voetbalbond, waar hij, in tegenstelling tot de KNVB-cursussen wel werd toegelaten. Hij kwam hier in contact met Dave Richardson, die coördinator was van de Premier League en gecharmeerd raakte van Meulensteens visie op techniektrainingen.

### Manchester United (eerste periode)
In de zomer van 2000 werd Meulensteen door Richardson in contact gebracht met Manchester United. Hij werd door Sir Alex Ferguson persoonlijk gevraagd om een week te komen stagelopen om zijn techniektrainingen te demonstreren bij de club. In het najaar van 2000 verkaste hij naar de club uit Manchester, waar hij in eerste instantie coördinator van de techniektrainingen in de jeugdopleiding werd, maar ook al snel spelers uit het eerste elftal, waaronder Diego Forlán, onder zijn hoede kreeg.
In 2005 behaalde Meulensteen zijn UEFA Pro Licence, waardoor hij in heel Europa als hoofdtrainer aan de slag kon. Nadat Ricky Sbragia in december hoofdtrainer werd van Bolton Wanderers, werd Meulensteen gepromoveerd tot trainer van het tweede elftal. Een jaar later vertrok hij bij Manchester United om hoofdtrainer te worden bij Brøndby IF in Denemarken.

### Brøndby IF
In de zomer van 2006 werd Meulensteen door Brøndby IF binnengehaald als opvolger van Michael Laudrup. Hij tekende voor 3 jaar bij de Deense club. Zijn verblijf in Kopenhagen werd geen succes. Meulensteen trof bij Brøndby een amateuristische organisatie aan en een slecht functionerende spelersgroep. Hoewel Meulensteen hamerde op veranderingen, werden zijn adviezen in de wind geslagen. Pogingen om de spelersgroep te saneren, werden door de directie afgedaan als kapitaalvernietiging en terwijl Meulensteen een poging deed om veelvoudig Deens international Thomas Helveg te binden aan de club, werd er achter zijn rug om een andere speler aangetrokken. Daarbij vielen de behaalde resultaten tegen. Dit alles deed Meulensteen beslissen tijdens de winterstop, op 5 januari 2007, zijn contract in te leveren. De club stond op dat moment op de 7e plaats in de competitie. De club accepteerde het ontslag en bracht naar buiten dat Meulensteen vanwege familieomstandigheden terug wilde keren naar Engeland, wat hij in een interview in het AD later weersprak.

### Manchester United (tweede periode)
Lang hoefde Meulensteen niet te wachten op een nieuwe club na zijn vertrek bij Brøndby. Op 17 januari 2007 keerde hij, op voorspraak van Sir Alex Ferguson, weer terug bij Manchester United als techniektrainer. In 2008 schoof Meulensteen weer op in de organisatie en werd hij veldtrainer bij het eerste elftal, nadat Mike Phelan de eerste assistent van Ferguson was geworden.
In mei 2013 maakte Ferguson bekend dat hij na 27 jaar zou stoppen als manager van Manchester United. Fergusons opvolger David Moyes besloot zijn eigen technische staf samen te stellen en zelf de veldtrainingen op zich te nemen, waardoor Meulensteen buitenspel werd gezet. Hoewel Meulensteen het aanbod kreeg om bij de club te blijven in een andere functie, Hoofd Jeugdopleidingen, nam hij op 26 juni 2013 de beslissing om de club te verlaten. Hierop werd zijn naam genoemd bij onder andere FC Twente en Wigan Athletic, maar tot een definitief akkoord kwam het met beide clubs niet.

### Anzji Machatsjkala
Op 27 juni 2013, de dag nadat hij bekend maakte te vertrekken bij Manchester United, maakte Meulensteen bekend dat hij assistent-trainer onder Guus Hiddink zou worden bij Anzji Machatsjkala. Hij volgde in die functie Ton du Chatinier op, die terugkeerde naar Nederland. Meulensteen tekende een contract voor 1 jaar bij de Russische club. Kort na de start van de competitie, op 22 juli, diende Hiddink echter zijn ontslag in, waarna hij Meulensteen naar voren schoof als zijn opvolger. Nadat hij een wedstrijd had verloren en een andere gelijkgespeeld, werd Meulensteen na 16 dagen alweer aan de kant gezet, ten faveure van Gadzhi Gadzhiyev, die al viermaal eerder werkte bij Anzhi. Tevens maakte de club bekend drastische bezuinigingen, van op jaarbasis zo'n 50 tot 70 miljoen euro, te willen doorvoeren. Na zijn ontslag werd hij een gelinkt aan een terugkeer bij de Qatarese voetbalbond, maar tot een contract kwam het niet.

### Fulham
Op 13 november 2013 tekende Meulensteen een contract bij het Londense Fulham, waar hij in eerste instantie veldtrainer werd onder hoofdtrainer Martin Jol. Nadat Jol werd ontslagen op 1 december nam Meulensteen diens taken over als interim-trainer. De eerste overwinning werd behaald tegen Aston Villa. Nadien volgden zeges tegen Norwich City en West Ham United. Op nieuwjaarsdag wist Meulensteen Fulham voor het eerst sinds zijn aantreden boven de degradatiestreep te loodsen. Op vrijdag 14 februari 2014 werd bekend dat hij vanwege tegenvallende resultaten per direct plaats moest maken voor Felix Magath.

### Philadelphia Union en China
Meulensteen werd in november 2014 aangesteld als adviseur bij Philadelphia Union. Daarnaast zette hij een voetbalproject op in China.

### Maccabi Haifa, Kerala Blasters en Australië
Op 9 augustus 2016 tekende hij een contract bij Maccabi Haifa, dat uitkomt in de Ligat Ha'Al, de hoogste Israëlische voetbalcompetitie. Daar werd zijn contract wegens tegenvallende resultaten in februari 2017 ontbonden. In juli 2017 werd hij trainer van Kerala Blasters in India. Na vijf wedstrijden werd hij op 2 januari 2018 ontslagen. In augustus 2018 werd Meulensteen aangesteld als assistent van bondscoach Graham Arnold bij het Australisch voetbalelftal. Met Australië nam hij deel aan het WK 2022. Na het vertrek van Arnold in september 2024 eindigde ook zijn dienstverband.

## Privé
Zijn zoon Melle Meulensteen is actief als profvoetballer. Zijn dochter Pien is televisiepresentatrice en journaliste in het Verenigd Koninkrijk.

## Erelijst
Als trainer
| Competitie            |            |            |            |            |
| Competitie            | Aantal     | Jaren      |            |            |
| Al-Ittihad            | Al-Ittihad | Al-Ittihad | Al-Ittihad | Al-Ittihad |
| --------------------- | ---------- | ---------- | ---------- | ---------- |
| Arab Cup Winners' Cup | 1x         | 1999       |            |            |
| Al-Sadd               |            |            |            |            |
| Emir of Qatar Cup     | 1x         | 1999/00    |            |            |

Als assistent-trainer
| Competitie            |                   |                                             |                   |                   |
| Competitie            | Aantal            | Jaren                                       |                   |                   |
| Manchester United     | Manchester United | Manchester United                           | Manchester United | Manchester United |
| --------------------- | ----------------- | ------------------------------------------- | ----------------- | ----------------- |
| Mondiaal              |                   |                                             |                   |                   |
| FIFA Club World Cup   | 1x                | 2008                                        |                   |                   |
| Continentaal          |                   |                                             |                   |                   |
| UEFA Champions League | 2x                | 1998/99, 2007/08                            |                   |                   |
| Nationaal             |                   |                                             |                   |                   |
| Premier League        | 5x                | 2006/07, 2007/08, 2008/09, 2010/11, 2012/13 |                   |                   |
| Football League Cup   | 2x                | 2008/09, 2009/10                            |                   |                   |
| FA Community Shield   | 4x                | 2007, 2008, 2010, 2011                      |                   |                   |